# Iglesia de Santa Ana (Granada)
La iglesia Santa Ana, oficialmente iglesia parroquial de San Gil y Santa Ana es un templo parroquial de la Iglesia católica en Granada, comunidad autónoma de Andalucía, España. Forma parte del conjunto de iglesias mudéjares de la ciudad; se sitúa en la ribera izquierda del río Darro, en una pequeña plazoleta anexa al espacio dominado por la Plaza Nueva, en el comienzo de la Carrera del Darro y al pie de La Alhambra, próxima a la Real Chancillería y a la fuente Pilar del Toro.

## Historia
Se erige en el año 1537, como sede de la parroquia del mismo nombre, según proyecto de Diego de Siloé, el artista de más renombre de la época en su zona, en el solar ampliado con la compra de fincas alrededor del espacio urbano donde anteriormente se encontraba la mezquita aljama Almanzora. Consta básicamente de una sola nave a la que se le adosan capillas laterales, capilla mayor y sacristía. La torre, construida entre 1561 y 1563 por Juan Castellar, es, al igual que el resto del templo, de ladrillo, muy esbelta, con cuatro tramos de huecos centrados en su cara principal, organizados de menor a mayor en su orden de altura, todos con sutiles elementos decorativos a modo de alfiz que los enmarcan superiormente.
La iglesia presenta cinco capillas a cada lado de la nave cubiertas con techos de artesonado mudéjar y una capilla mayor cubierta por armadura de lazo. Tiene interiormente elementos artísticos de incalculable valor, con grupos escultóricos muy interesantes en las capillas, entre cuyas imágenes sobresale una Dolorosa de José de Mora realizada en el año 1671 o un Calvario de Diego de Aranda. También son notables las pinturas que se conservan en sus muros, obra de los siglos XVI y XVII. En la sacristía se conserva un cáliz, obra de Francisco Téllez de 1568 y un Crucificado expirante asociado al quehacer artístico de Juan de Mena.
Otro de los grandes valores arquitectónicos de esta iglesia está en su portada principal a la plaza, trazada por Sebastián de Alcántara en el año 1542 y terminada más tarde por su hijo Juan de Alcántara en 1547, corriendo a cargo de las imágenes el escultor Diego de Aranda.
Emplazada en su centro tras una amplia grada y realizada en estilo renacentista, esta portada está formada por un alto arco de medio punto flanqueado entre columnas de orden corintio de fuste estriado y sobre basamento, que soportan una cornisa sobre las que se sitúan tres hornacinas con imágenes, y sobre ellas un medallón o tondo con la imagen de la Virgen y el Niño; figurando en las enjutas del arco y bajo la fuerte cornisa los escudos del arzobispo Fernando Niño de Guevara.
Como datos anecdóticos dentro de la historia de esta iglesia cabe decir que en ella contrajo matrimonio Mariana Pineda (siglo XIX), la popular heroína ejecutada bajo el reinado de Fernando VII, conservando además los restos del historiador granadino Francisco Bermúdez de Pedraza (siglo XVI), autor de la Historia eclesiástica de Granada, del escultor y pintor local José Risueño (1665-1732), sucesor de la línea artística de Alonso Cano y del poeta y humanista del Renacimiento Juan Latino.
Esta iglesia de Santa Ana de Granada, donde conviven el mudéjar y el renacimiento, está considerada Bien de Interés Cultural, y su calificación como monumento fue publicada por la «Gaceta de Madrid» en el año 1931. En 1842 fue suprimida la parroquia de santa Ana y su feligresía incorporada a la parroquia de san Gil. Cuando esta se derribó en 1869 la iglesia de santa Ana pasó a ser sede de la parroquia de san Gil. Desde 1948 la parroquia se denomina de san Gil y santa Ana por rescripto de la Santa Sede de fecha 9 de abril del mismo año.
Como curiosidad, en la fachada Norte (frente al embovedado del río Darro), se conserva aún una cruz patada típica de la Orden de los Trinitarios Calzados.

## Hermandades
- Real Hermandad y Cofradía de Nazarenos de Nuestro Padre Jesús del Gran Poder y Nuestra Señora de la Esperanza Coronada.
- Pontificia, Real e Ilustre Hermandad del Santo Sepulcro y Nuestra Señora de la Soledad en el Calvario.